# Travancore
Il Regno di Travancore (in indiano തിരുവിതാംകൂര്‍) fu uno Stato principesco del subcontinente indiano (attualmente corrispondente all'incirca alla metà meridionale della provincia di Kerala nell'Unione Indiana), avente per capitale Trivandrum (oggi Thiruvananthapuram).

## Geografia
lo Stato di Travancore si trovava nell'attuale regione di Kerala, caratterizzata da ampi terreni naturali con molti alberi nella parte interna oltre alla presenza di alte montagne, mentre l'area costiera a ovest è caratterizzata da spiagge digradanti al mare. Il clima è tropicale data la posizione nell'estrema punta a sud dell'India.

## Storia

### I primi dati storici della regione
La regione venne governata dalla dinastia Tamil Ay durante il periodo Sangam (circa 300 a.C. – 600 d.C.) che avevano posto la capitale a Nelkinda o Nelcynda, corrispondente all'attuale città di Thiruvalla, come ricordato da Plinio che visitò la regione di Kerala nel primo secolo dopo Cristo. L'unione del Tamil Venad (Kollam) con la dinastia Ay avvenne attorno al 1100 d.C. a formare il regno di Venad. Dopo l'invasione di Malik Kafur nel 1310 i re del Tamil Venad accettarono il matriarcato nel 1314, cedendo l'autorità a due principesse della casa di Kolathiris, nella regione a nord di Kerala.

### XVIII secolo
I reggenti di travancore erano dei Malayala Kshatriyas (guerrieri aristocratici) appartenenti alla casta dei Samanthan Nair. A differenza di altri clan regnanti nei territori indiani, i Samanthan Nair non presero parte a grandi scontri (a parte rare occasioni).
La storia del moderno Travancore iniziò con Marthanda Varma che ereditò il regno di Venad e lo espanse nel Travancore durante il suo regno tra il 1729 ed il 1758. Padmanabhapuram, presso Nagercoil nel distretto di Kanyakumari venne scelta quale capitale di Travancore prima che questa venisse in seguito spostata a Thiruvananthapuram.

#### Marthanda Varma
Marthanda Varma era un potente regnante dello Stato di Travancore che espanse i propri territori dal Kanyakumari nel sud della regione di Kodungallur sino al nord. Egli siglò un accordo con la Compagnia delle Indie Orientali inglese e con l'aiuto dei britannici distrusse la potenza di otto signori feudali della zona (Ettuveetil Pillamar) e sconfisse Ettara Yogam che sosteneva i figli del precedente re Rajah Rama Varma, dal momento che la sua presenza aveva interrotto la secolare tradizione che l'eredità dovesse passare ai figli di sua sorella. Nelle battaglie successive egli sconfisse ed assorbì altri regni minori che includevano Attingal, Kollam, Kayamkulam, Kottarakara, Kottayam, Changanassery, Meenachil, Poonjar e Ambalapuzha. Egli ebbe successo anche nella sconfitta della Compagnia delle Indie Orientali olandese durante la guerra travancoro-olandese (1739-1753), ove l'episodio di maggior rilievo venne rappresentato dalla Battaglia di Colachel (10 agosto 1741) ove l'ammiraglio olandese Eustachius De Lannoy venne catturato. Nel 1753 gli olandesi siglarono un trattato di pace con il maharajah. Con la battaglia di Amballapuzha (3 gennaio 1754) nella quale egli sconfisse i suoi oppositori in patria, Marthanda Varma spazzò via ogni tentativo di opposizione al suo potere. Nel 1757 venne siglato un trattato di pace anche con gli oppositori interni che avrebbe garantito un lungo periodo di pace al regno di Travancore. Egli organizzò anche un sistema di tassazione accurato e fece eseguire molti lavori d'irrigazione che resero fertili e coltivabili molte terre della parte interna del paese. L'ammiraglio Eustachius De Lannoy, che dopo la sua cattura aveva accettato di collaborare coi locali, venne nominato Ammiraglio in Capo alla nuova flotta travancoriana col compito di modernizzarla e così fece anche con l'esercito, introducendovi le armi da fuoco e l'artiglieria.

#### Dharma Raja
Il suo successore, Karthika Thirunal Rama Varma che divenne popolare col nome di Dharma Raja, spostò nel 1795 la capitale da Padmanabhapuram a Thiruvananthapuram. Il periodo di regno di Dharma Raja è considerato l'età d'oro della storia di Travancore, in quanto egli non solo mantenne le innovazioni del suo predecessore, ma le migliorò incoraggiando lo sviluppo sociale.
Durante il suo regno, Tipu Sultan, regnante a Mysore attaccò Travancore nel 1789: tale attacco era motivato dal momento che Dharma Raja aveva rifiutato la sua alleanza per combattere la compagnia delle indie orientali inglesi, chiedendo invece aiuto agli stessi inglesi per sopprimere queste potenze esterne che miravano alla conquista del regno, iniziando a intessere rapporti sempre più stretti con l'Inghilterra che porteranno in un primo momento alla presenza di un diplomatico residente in loco poi nell'Ottocento allo stabilirsi di un protettorato britannico nell'area. Il diplomatico in questione, il colonnello Macaulay, si occupò dell'occidentalizzazione dello Stato e lentamente il regno acquisì sempre minor autonomia. Dharma Raja implementò anche il commercio nell'area e con l'estero.

#### Balarama Varma
Alla morte di Dharma Raja nel 1798, Balarama Varma prese il potere ad appena sedici anni. Il maharaja era più debole dei suoi predecessori e i suoi primi ministri ebbero sempre un ruolo predominante nelle azioni di governo. Velu Thampi si distinse appunto come diwan dopo le dimissioni forzate di Shankaran Namboothiri per corruzione. Inizialmente, Velu Thampi e la compagnia delle indie orientali britannica intrattennero rapporti uniti per sopprimere alcune rivolte interne, modificando in seguito i contratti dei negoziati con la medesima compagnia commerciale al fine di assicurare un commercio più legato. Ad ogni modo, quando la compagnia pretese il pagamento di una ricompensa per il coinvolgimento della guerra del 1791 che era andata a vantaggio del regno di Travancore, questo causò delle tensioni tra il Diwan ed il residente inglese, tensioni che scoppiarono successivamente in guerra aperta. Inizialmente i travancoriani ebbero la meglio e saccheggiarono la casa del residente il 18 dicembre 1808, ma successivamente il 19 gennaio 1809 il colonnello inglese Leger guidò le armate inglesi che iniziarono a conquistare il forte di Udayagiri per poi prendere Padmanabhapuram il 19 febbraio 1809. In tutto questo il maharaja di Travancore, che aveva sempre rifiutato di schierarsi apertamente per una fazione piuttosto che per l'altra, si schierò all'improvviso contro il primo ministro il quale organizzò difatti una guerriglia aperta contro la compagnia, suicidandosi poi per non cadere nelle mani degli inglesi. Dopo quest'ennesima dimostrazione di forza, la compagnia delle indie orientali inglese si pose al servizio del maharaja apparentemente con l'intento di proteggerlo da aggressioni esterne e interne, in realtà consolidando il potere britannico nell'area indiana.

### Travancore dopo il 1947

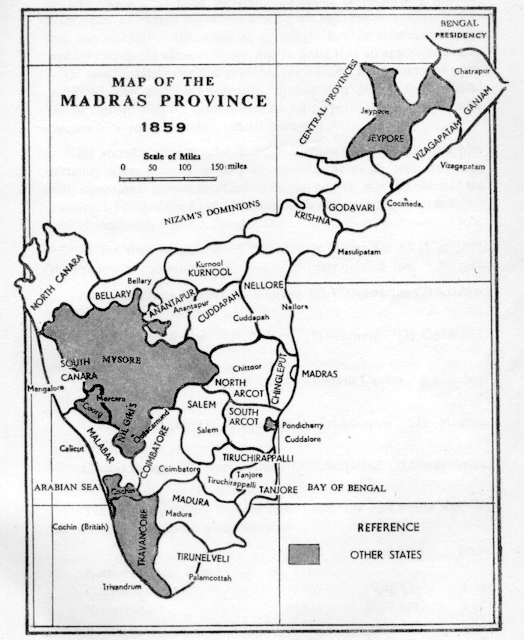
Travancore nella Presidenza di Madras nel 1859

Il movimento per l'unificazione delle terre dove veniva parlato comunemente il Malayalam come madrelingua prese forma concreta nella Conferenza per lo Stato popolare a Ernakulam nell'aprile del 1928, e così dopo il crollo dell'impero inglese in India, l'area di Travancore ottenne dal 1º luglio 1949 la denominazione di Stato di Travancore-Cochin, avente il Maharajah di Travancore come Rajapramukh del nuovo Stato sino al 1956 quando egli venne detronizzato ed il suo Stato venne inglobato alle aree circostanti a formare lo Stato di Kerala ancora oggi esistente e con a capo un presidente locale sottoposto al governo centrale dell'India non più un monarca.

## Maharaja di Travancore della dinastia Kulasekhara (dal 1721)
- Rajah Rama Varma 1721-1729
- Anizham Tirunal Marthanda Varma 1729–1758
- Karthika Thirunal Rama Varma (Dharma Raja) 1758-1798
- Balarama Varma 1798-1810
- Gowri Lakshmi Bayi 1810-1815 (regina dal 1810–1813 e reggente dal 1813–1815)
- Swathi Thirunal Rama Varma 1815-1846
  - Gowri Parvati Bayi (reggente) 1815-1829
- Uthram Thirunal Marthanda Varma 1846–1860
- Ayilyam Thirunal Rama Varma 1860–1880
- Visakham Thirunal Rama Varma 1880–1885
- Sree Moolam Thirunal Rama Varma 1885–1924
- Chithira Thirunal Balarama Varma 1924–1949
  - Sethu Lakshmi Bayi (reggente) 1924–1931

Fine del regno di Travancore, annessione all'India
- Chithira Thirunal Balarama Varma 1949-1991, pretendente
- Uthradom Thirunal Marthanda Varma, erede presunto dal 1991

## Dewan (primi ministri) di Travancore
- Ramayyan Dalawa
- Martanda Pillai
- Raja Kesavadas 1789-1798
- Odiery Jayanthan Sankaran Nampoothiri 1798-1799
- Velu Thampi Dalawa 1799-1809
- Oommini Thampi 1809-1811
- Col. John Munroe 1811-1814
- Devan Padmanabhan Menon 1814-1814
- Bappu Rao (formalmente) 1814-1815
- Sanku Annavi Pillai 1815-1815
- Raman Menon 1815-1817
- Reddy Rao 1817-1821 Dewan Rajah Sir T. Madhava Rao
- Venkatta Rao 1821-1830
- Subbarao 1830-1837
- Ranga Rao (formalmente) 1837-1838

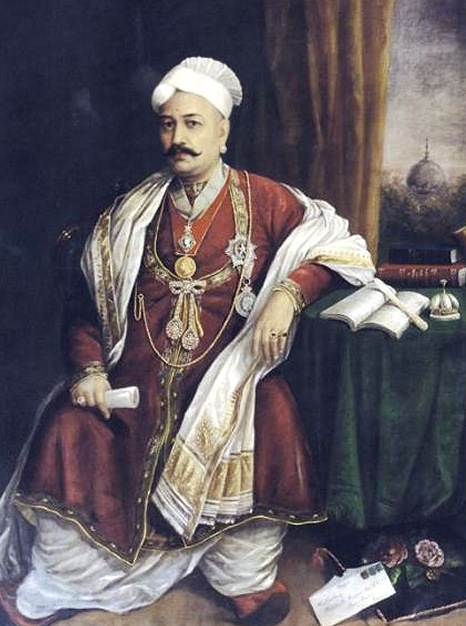
Dewan Rajah Sir T. Madhava Rao

- Venkatta Rao (seconda volta) 1838-1839
- Subbarao (seconda volta) 1839-1842
- Krishna Rao (formalmente) 1842-1843
- Reddy Rao (seconda volta) 1843-1845
- Srinivasa Rao (formalmente) 1845-1846
- Krishna Rao 1846-1858
- T. Madhava Rao 1858-1872
- Seshayya Sastri 1872-1877
- Nanoo Pillai 1877-1880
- Ramiengar 1880-1887
- T. Rama Rao 1887-1892
- S. Shungrasoobyer 1892-1898
- K. Krishnaswamy Rao 1898-1904
- V. P. Madhava Rao 1904-1906
- S. Gopalachari 1906-1907
- P. Rajagopalachari 1907-1914
- M. Krishnan Nair 1914-1920
- Raghava Aiya 1920-1925
- M. E. Watts 1925-1929
- V. S. Subramanya Iyer 1929-1932
- T. Austin 1932-1934
- Muhammad Habibullah 1934-1936
- C. P. Ramaswami Iyer 1936-1947
- PGN Unnithan 1947-1947